# Nur eine Stunde Ruhe!
Nur eine Stunde Ruhe! ist eine französische Filmkomödie von Patrice Leconte aus dem Jahr 2014. Der Film basiert auf dem Bühnenstück Une heure de tranquillité (dies auch der Originaltitel des Films) von Florian Zeller, der auch das Drehbuch schrieb. In Belgien und in Frankreich lief der Film ab dem 31. Dezember 2014. Kinostart in Deutschland war am 16. April 2015.

## Handlung
Der gutsituierte Zahnarzt Michel Leproux, ein Jazz-Liebhaber, erwirbt auf dem Flohmarkt die Schallplatte Me, Myself and I, eine Rarität, die er schon lange gesucht hat. Michel ist überglücklich und gibt dem Verkäufer ein Vielfaches des veranschlagten Preises. Seinen freien Samstag will er damit verbringen, seine neue Schallplatte zu genießen. Dabei wird er jedoch fortwährend von der Familie, der Geliebten, von Freunden und diversen ungebetenen Gästen gestört, was ihn fast in den Wahnsinn treibt.

## Kritiken
Der Filmdienst bezeichnete den Film als „temporeiche Komödie im Boulevard-Stil“, die trotz „routinierter Regie und Darstellung nur teilweise“ zünde. Durch ihre „Konzentration auf die lustvolle Demontage der egoistischen Hauptfigur“ würden die Chancen auf eine „tiefergehende Auseinandersetzung mit gesellschaftlichen Problematiken nicht genutzt“. Der Hollywood Reporter sprach von einer „klassischen französischen Komödie“ mit „einigen Lachern“ und „einiger Langeweile“.